# 아진산업
아진산업 주식회사(영어: AJIN Industrial Co., Ltd.)는 대한민국의 코스닥 상장 자동차 부품 기업이다.

## 사업
아진산업(주)은 각종 자동차 부품, 산업 기계용, 농공기용 부품 제조 가공 및 판매업, 치공구 및 조립 금속 제품을 제조하는 회사다. 설립 이후 자동차 차체 부품 산업에서 기술력 및 품질을 인정받아 자동차 완성업체인 현대자동차, 기아자동차와 오랜 거래 관계를 유지해 오고 있다. 차체 부품뿐만 아니라 자동차 전장 부품인 차량용 블랙박스, 어라운드 뷰(AVM) 등 자동차 IT 부품 기술력을 자체적으로 보유하고 있다.

## 연혁
- 1978년 아진산업㈜ 법인설립[2]
- 1981년 노동조합 설립
- 1996년 100PPM 달성
- 2004년 기술연구소 인가(한국산업기술진흥협회)
- 2005년 경북산업평화대상 대상 수상 (경북도지사)
- 2005년 2005 노사문화우수기업 선정 (고용노동부)
- 2006년 아진산업 INOBIZ 기업 인증획득 (중소기업청)
- 2006년 아진실업 유한공사 설립 (중국상해)
- 2006년 경북중소기업대상 종합대상 수상(경북도지사)
- 2008년 아진실업(상해)유한공사 양산가동 (중국상해)
- 2008년 아진USA 미국 현지법인설립
- 2008년 노동부주관 학습조직화 지원사업 (최우수 선정)
- 2008년 사랑의 봉사단 발족 (지역중증장애인시설과 자매결연)
- 2009년 2009년 노사파트너십 재정지원사업 선정 (고용노동부)
- 2009년 '일하고싶은 중소기업’ 선정 (노사발전재단)
- 2009년 2009 노사문화대상 ‘국무총리상’수상 (고용노동부)
- 2009년 대우전자부품㈜(정읍공장) 인수 (4만 5천평)
- 2010년 국가생산성대상 국무총리 표창 (지식경제부)
- 2010년 해외현장실습 MOU 체결 (영남대학교,대구대학교)
- 2011년 아진카인텍 설립(건천공장 9,000평, 모화공장 2,500평)
- 2011년 우신USA 미국 현지법인 설립
- 2011년 사회적 기업 연계기업 우수기관 (고용노동부 장관표창)
- 2012년 무역의 날 1억불 수출의 탑 수상
- 2013년 강소아진기차배건 유한공사 설립 (중국 염성) (2만평 규모, 2015년 양산가동)
- 2013년 일자리 창출 유공자 대통령 표창장 수상
- 2014년 AEO BP(Best Practice : 우수사례)경진대회 금상 수상
- 2015년 2015 월드클래스 300 선정
- 2015년 2015년 FTA활용 우수사례 경진대회 대상수상(산업통상자원부 장관)
- 2015년 아진산업 주식회사 코스닥 상장
- 2016년 아진산업(주) 경주 구어공장 착공(6700평 규모, 17년 3월 양산가동)
- 2016년 100억 민·관 공동투자 기술협력펀드협약(중소기업청,대·중소기업협력재단)
- 2017년 현대.기아자동차 올해의 협력사 대상 수상
- 2017년 아진산업(주), 대구시와 스마트카 선도인력 양성 업무협약
- 2017년 제 54회 무역의 날 대통령표창,산업통상자원부장관표창 수상
- 2018년 수출입안전관리(AEO) 우수업체 최고등급(AAA등급) 획득

## 계열사
| 계열회사명                                  | 업종                      |
| ------------------------------------------- | ------------------------- |
| 자동차 부문                                 |                           |
| 아진산업                                    | 자동차부품 제조업         |
| 아진카인텍                                  | 기계 · 설비 · 자동차      |
| 아진금형텍                                  | 자동차부품 제조업         |
| 아진실업유한공사                            | 자동차부품 제조업         |
| 아진산업제일차                              | 자동차부품 제조업         |
| 동풍아진                                    | 자동차부품 제조업         |
| 우신산업                                    | 자동차부품 제조업         |
| 강소아진기차배건유한공사                    | 자동차부품 제조업         |
| 산동중호기차배건유한공사                    | 자동차부품 제조업         |
| 준텍㈜                                      | 부품 성형해석과 금형 개발 |
| 남서직침유한공사                            | 자동차부품 제조업         |
| JOON, INC                                   | 자동차부품 제조업         |
| JOON, LLC.                                  | 자동차부품 제조업         |
| JH INDUSTRY, INC                            | 자동차부품 제조업         |
| 전자 부문                                   |                           |
| 대우전자부품                                | 전자부품, 전장            |
| 대우전장                                    | 반도체                    |
| 대우ECC기전유한공사                         | 전자부품, 전장            |
| 대우동풍                                    | 자동차 전자               |
| DAEWOO ELECTRONIC EQUIPMENT VIETNAM CO,.LTD | 전자부품, 전장            |
| SUZHOU A&T TECHNOLOGY CO.,LTD               | 전자부품, 전장            |
| SHANDONG PARTSNIC EQUIPMENT CO.,LTD         | 전자부품, 전장            |
| SHANDONG PARTSNIC ELECTRONICS CO.,LTD       | 전자부품, 전장            |
| PARTSNIC U.K CO,.LTD                        | 전자부품, 전장            |
| 에너지 부문                                 |                           |
| KCO에너지                                   | 석유 · 화학 · 에너지      |

## 공장

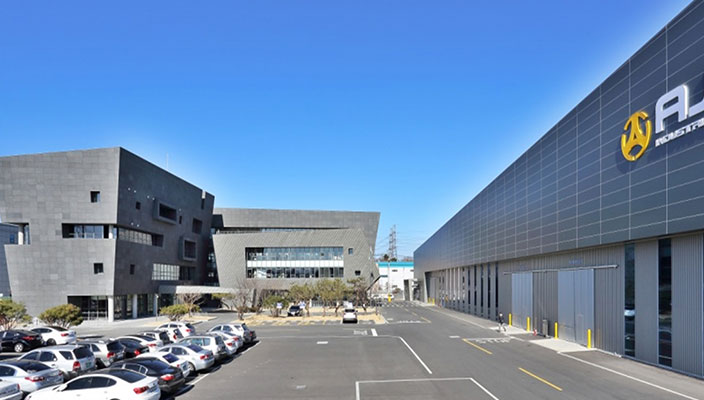
아진산업 본사

### 본사공장
위치: 경상북도 경산시 진량읍 공단8로 26길 40(경북 경산시 진량읍 신제리 531번지)

#### 주요생산품
- PNL ASS'Y RR FLR
- PNL ASS'Y DASH COMPL
- PNL ASS'Y QTR COMPL
- PNL ASS'Y RR PACKAGE TRAY COMPL

### 제1공장

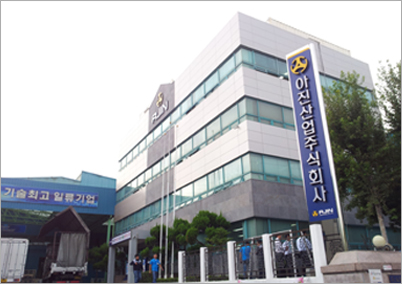
아진산업 제1공장

위치: 경상북도 경산시 진량읍 공단4로 171(경북 경산시 진량읍 신상리 1191-3번지)

#### 주요생산품
- MBR ASSY-COWL COMPL
- PNL ASSY F/APRON I/O COMPL
- MBR ASSY-RAD SUPT UPR
- CARRIER ASSY
- PNL ASSY-QTR INR LWR

### 경주 구어공장

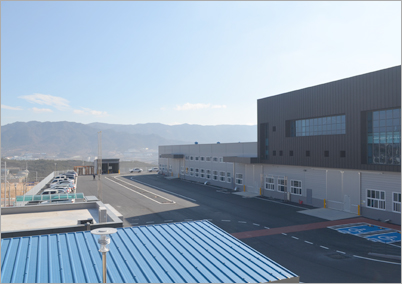
아진산업 구어공장

위치: 경주시 외동읍 구어리 1414-1번지

### 중국 상해공장
위치: 중국 상해시 송강구 신빈공업구 문공로 33호

#### 주요생산품
- MBR ASSY-COWL COMPL
- RAIL ASSY ROOF RR
- SIDE OUTER
- ASSY SUN ROOF REINF

### 중국 강소공장

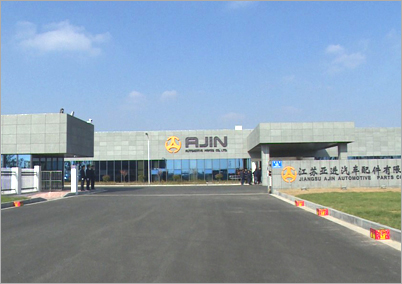
아진산업 강소공장

위치: 중국 강소성 염성시 경제기술개발구 노산남로 55호

### 중국 산동공장
위치: 중국 산동성 제녕시 양산현 수박중로 68호

### 미국 앨라배마공장
위치: 1500 County Rd.177 Cusseta, AL 36852 USA

#### 주요생산품
- PNL ASS'Y RR FLR
- PNL ASS'Y DASH COMPL
- PNL ASS'Y QTR COMPL
- PNL ASS'Y RR PACKAGE TRAY COMPL